# Kurt Holzapfel (Historiker)
Kurt Holzapfel (* 3. Juli 1937 in Zwickau; † 29. Juni 2022) war ein deutscher Historiker.

## Leben
Holzapfel absolvierte nach seiner Grundschule 1943–1951 in Meerane eine Lehre zum Stahlbauschlosser, die er 1953 abschloss. Danach folgte seine Tätigkeit in diesem Beruf. Von 1954 bis 1957 erlangte er an der Arbeiter- und Bauernfakultät der Karl-Marx-Universität Leipzig sein Abitur.
Holzapfel studierte an der Karl-Marx-Universität Leipzig von 1957 bis 1962 Geschichte, Romanistik und Historische Hilfswissenschaften. Er promovierte 1965 mit einer Arbeit zum Dr. phil. unter dem Titel: Vom Interventen zum Vertragspartner. Aspekte der Außenpolitik des feudal-absolutistischen Preußens gegenüber Frankreich zur Zeit der Französischen Revolution (1789–95). 1980 erfolgte seine Promotion zum Dr. sc. phil. mit einer Arbeit unter dem Titel: Zur Dialektik von inneren und äußeren Faktoren in der bürgerlichen Revolution. Eine Studie zu ausgewählten Aspekten der Julirevolution von 1830 in Frankreich.
Von 1981 bis 1988 hatte er die Dozentur für Allgemeine Geschichte der Neuzeit an der Sektion Geschichte der Universität Leipzig inne. Danach war er 1988–1992 als außerordentlicher Professor für Allgemeine Geschichte der Neuzeit dort tätig. Holzapfel war von 1983 bis 1990 Leiter der Arbeitsgruppe „Französische Revolution“ der Sektion Geschichte der Universität Leipzig. Anlässlich des 200. Jahrestages der Großen Französischen Revolution erschien ein Band.

## Werke (Auswahl)
- (Hrsg.): Die Französische Revolution von 1789. Studien zur Geschichte und zu ihren Wirkungen, Akademie-Verlag, Berlin 1990.
- (mit Walter Markov und Matthias Middell): Die Französische Revolution 1789: Geschichte und Wirkung, Akademie-Verlag, Berlin 1989.
- (mit Walter Markov und Matthias Middell): Die große Französische Revolution: 1789–1795; illustrierte Geschichte, Dietz Verlag, Berlin 1989.
- Die Julirevolution 1830 in Frankreich, In: ZfG 1981 (29) S. 710 ff.
- Julirevolution 1830 in Frankreich: französische Klassenkämpfe und Krise der Heiligen Allianz 1830–1832, Dietz-Verlag Berlin 1990.